# Фуентелапенья
Фуентелапенья (ісп. Fuentelapeña) — муніципалітет в Іспанії, у складі автономної спільноти Кастилія-і-Леон, у провінції Самора. Населення — 848 осіб (2010).
Муніципалітет розташований на відстані близько 170 км на північний захід від Мадрида, 41 км на південний схід від Самори.

## Демографія
Динаміка населення (INE ):